# 渋川村 (福島県)
渋川村（しぶかわむら）は福島県安達郡にあった村。現在の二本松市北西端にあたる。

## 地理
- 山：羽黒山
- 河川：水原川

## 歴史
- 1889年（明治22年）4月1日 - 町村制の施行により、渋川村、吉倉村、米沢村の区域をもって発足。
- 1955年（昭和30年）1月1日 - 油井村・上川崎村と合併して安達村が発足。同日渋川村廃止。

## 交通

### 鉄道路線
日本国有鉄道東北本線が村域を通過したが、駅は所在しなかった。また、現在は旧村域を東北新幹線が通過するが、当時は未開業。

### 道路
現在は旧村域を東北自動車道が通過するが、当時は未開通。